# ラオス国営ラジオ
ラオス国営ラジオ (英語：Lao National Radio、略称 LNR、フランス語：Radio Nationale Lao) は、ラオス国営（公共放送）のラジオ放送局である。

## 沿革
- 1960年設立。北東ラオスのレジスタンス地域でラジオ放送を開始。
- 1975年、ヴィエンチャンのラオス王国放送のスタジオを使用し、全国放送を開始。
- 1983年から1993年の間は「ラオス国営テレビ（LNTV）」と共同運営だったが、1993年より再び別組織となった。

## チャンネル構成
中波及び短波で主にニュースやテーマ別の番組構成で行われ、FM波では娯楽番組が放送されている。FM波は広告も流している。地方局も独自の番組制作を行う。
- AM 567kHz
- SW 6130 kHz
- SW 7145 kHz

- FM1 103.7MHz
- FM2 97.25MHz

- インターネット：公式ウェブサイトにて、ラオ語、英語、ミャオ語の放送を聴くことが出来る。ストリーム配信ではあるが、時折背後にパソコンのクリック音や電話の呼び出し音等の雑音が混じる為、一旦音声として出力されたものをさらに録音して配信していると考えられる。